# Lake Heritage
Lake Heritage is een plaats (census-designated place) in de Amerikaanse staat Pennsylvania, en valt bestuurlijk gezien onder Adams County.

## Demografie
Bij de volkstelling in 2000 werd het aantal inwoners vastgesteld op 1136.

## Geografie
Volgens het United States Census Bureau beslaat de plaats een oppervlakte van 2,3 km², waarvan 1,7 km² land en 0,6 km² water.

## Plaatsen in de nabije omgeving
De onderstaande figuur toont nabijgelegen plaatsen in een straal van 16 km rond Lake Heritage.